# Galerie 291

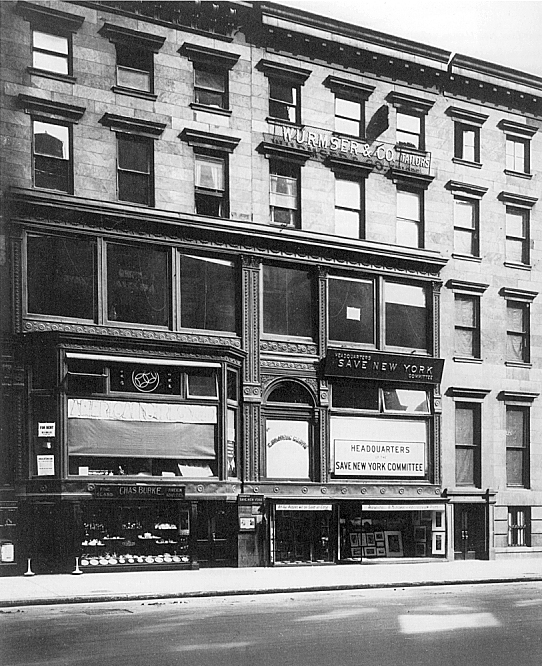
291 Fifth Avenue, New York City, před r. 1913

Galerie 291 nebo krátce 291 nebo Galerie Fotosecese (Little Galleries of the Photo-Secession) byla avantgardní umělecká galerie na Páté Avenue v New Yorku. Byla založena v roce 1905 americkými fotografy Alfredem Stieglitzem a Edwardem Steichnem. 291 se nacházela v nejvyšším poschodí domu č. 291 na Páté Avenue v New Yorku a představovala vedle fotografických prací také africké umění a poprvé prezentovala ve Spojených státech evropské moderní umění. Její galerista Alfred Stieglitz byl klíčovou postavou ve fotografii a dějinách umění a první organizátor výstav moderního umění. Galerie a její časopis Camera Work byly důležitým uměleckým fórem a povzbudivým impulsem pro před-dadaistické tendence New York-Dada a hned po něm následující vznik prvního moderního uměleckého směru ve Spojených státech na počátku 20. století.
V roce 1905 se konala inaugurační výstava, na kterou zahrnul také díla Mary Devensové. Od prosince 1906 do začátku roku 1907 Stieglitz v Galerii uspořádal členskou výstavu a představil mimo jiné také dvě díla Adelaidy Hanscomové Leesonové.
Pro nedostatek finanční podpory musela galerie v roce 1917 ukončit svou činnost.

## Význam
Galerie je významná ze dvou důvodů. První je, že výstavy pomáhaly vynést fotografické umění v Americe na stejnou úroveň jako malba a sochařství. Průkopníci výtvarné fotografie jako Stieglitz, Edward Steichen, Alvin Langdon Coburn, Gertrude Käsebierová a Clarence H. White, ti všichni získali uznání díky výstavám v 291. V galerii vystavoval také průkopník hlubotisku James Craig Annan. Všichni svým způsobem měli vliv na vývoj fotografie v Severní Americe.
Stejně důležité je, že Stieglitz využíval galerii k tomu, aby ve Spojených státech představil některé avantgardní nefotografické evropské umělce té doby, jako byli například Henri Matisse, Auguste Rodin, Henri Rousseau, Paul Cézanne, Pablo Picasso, Constantin Brancusi, Francis Picabia a Marcel Duchamp.
Další vystavující:
- Myra Albert Wiggins

## Galerie

Foto-secesionisté, které galerie 291 představila
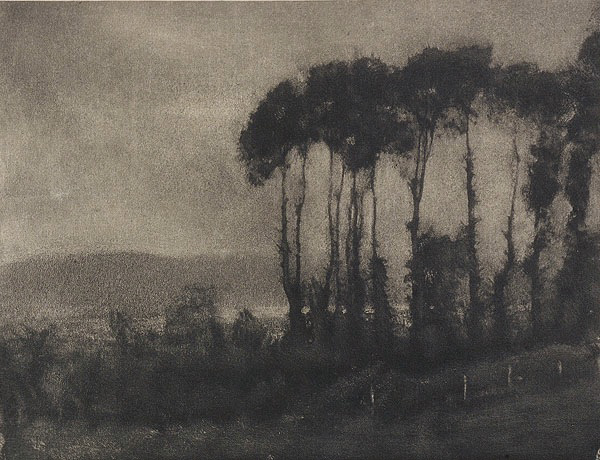
Robert Demachy: Toucques Valley, 1906
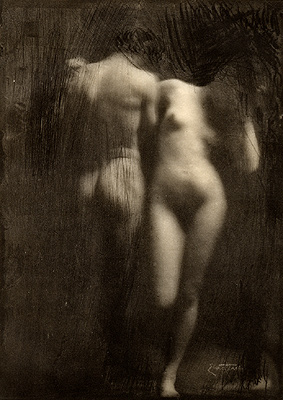
Frank Eugene: Adam a Eva, 1898
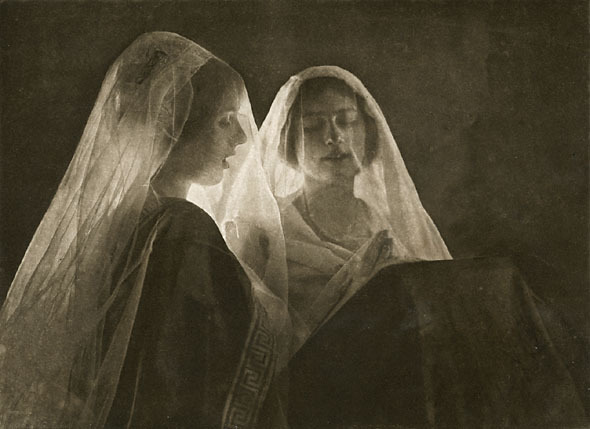
Constant Puyo: Ženy v závoji, okolo 1900
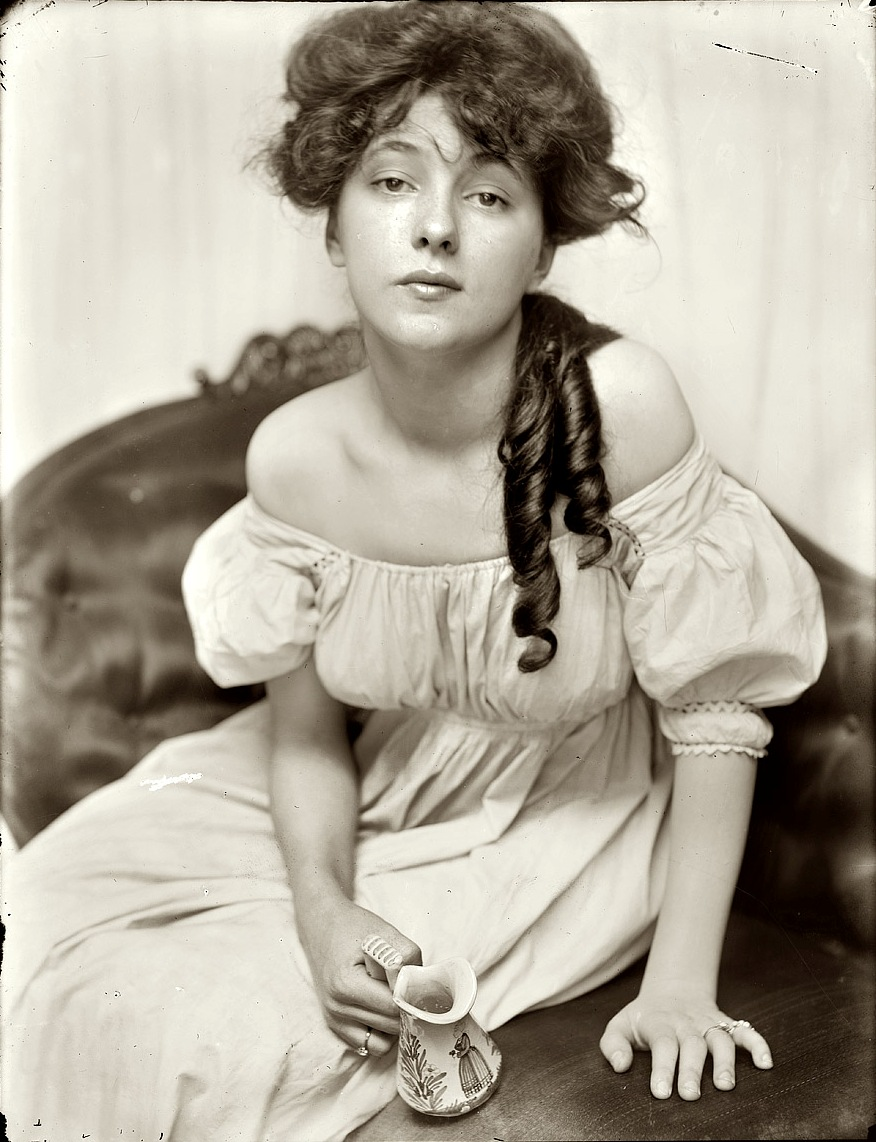
Gertrude Käsebier: Miss N (portrét Evelyn Nesbitové), 1903
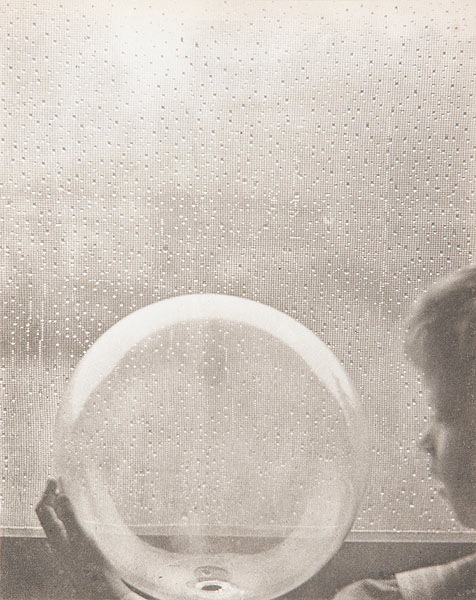
Clarence Hudson White: Dešťové kapky, 1903